# KV57
KV57 (Kings' Valley 57) è la sigla che identifica una delle tombe della Valle dei Re in Egitto; era la tomba di Horemheb, già generale dell’esercito egiziano, funzionario di Corte, e ultimo faraone della XVIII dinastia.
Di Horemheb si conoscono due differenti sepolture: una, mai utilizzata, a Saqqara, realizzata evidentemente quando era ancora un funzionario e la KV57.

## Storia

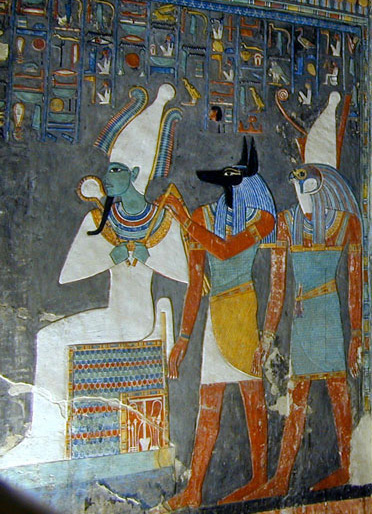
Osiride, Anubi e Horus dipinti su una parete della tomba KV57

Scoperta nel 1908 da Edward Russell Ayrton per conto di Theodore Davis, venne sottoposta e rilievi fotografici nel 1923 a cura di Harry Burton. Lavori di consolidamento e restauro vennero eseguiti nel 1934 a cura del Service des Antiquités e nel 1971 nuovo rilevamento fotografico a cura di Erik Hornung.
Nell’ottobre-novembre 1994, una forte inondazione colpì la Valle dei Re e la KV57. Gran parte delle acque che invasero  la tomba si riversarono all’interno del pozzo verticale, ma altre inondarono le parti più basse agevolate dal "ponte" che era stato disteso sul pozzo stesso. A seguito di tale evento vennero eseguiti nuovi lavori di conservazione e restauro a cura del Supremo Consiglio delle Antichità.

## Architettura
Ultima tomba della XVIII dinastia, la KV57 è la prima di tale periodo che non segue l’andamento tipico, ad asse piegato, ma si presenta con percorso meno contorto che sarà invece caratteristico della XIX.
All’ingresso segue una ripida scala che prosegue in un corridoio in discesa a sua volta culminante in una seconda scala ed un secondo corridoio in discesa che si conclude in un pozzo profondo circa 5 m, che era stato murato nella parte che dava accesso alla restante tomba e dipinto . Superato il pozzo la tomba procede con una camera, il cui soffitto è sorretto da due pilastri, in cui si apre, decentrata rispetto all’asse precedente, una scala che adduce ad un terzo corridoio cui segue un'altra scala ancora che immette, dopo una piccola anticamera, alla camera funeraria, su due livelli, con soffitto sorretto da sei pilastri. Quattro camere angolari fungevano da magazzini delle suppellettili funerarie; due di queste, a loro volta, presentano piccole camere laterali.
Sul retro del sarcofago in granito rosso che trova posto in tale camera, si apre un corridoio in piano che dà accesso a un'ulteriore camera con ulteriori due camere annesse di cui una non ultimata.
Grazie ai percorsi fortemente discendenti, KV57 corre al di sotto delle successive tombe KV8 (circa 15 m) e KV9 (oltre 20 m), rispettivamente di Merenptah (XIX dinastia) e Ramses V e VI (XX dinastia).

## Decorazioni

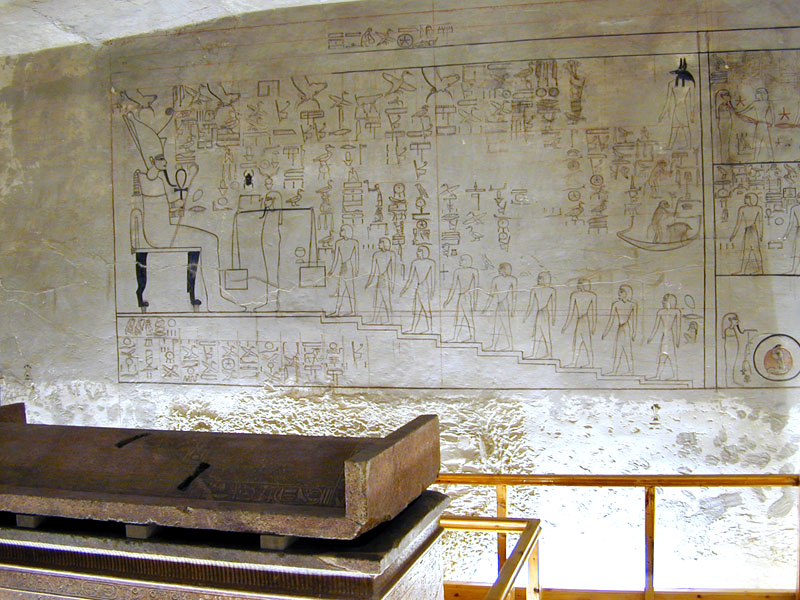
Rilievi parietali dalla camera funeraria in vari stadi di lavorazione

All’atto della scoperta, Theodore Davis, Edward Russell Ayrton e un non meglio identificato Max Dalison, assistente di Davis, penetrarono strisciando sui detriti che ingombravano quasi completamente i corridoi e le scale. Lo strisciamento contro i bassorilievi e le pitture, specie del soffitto, e il vapore dovuto alla respirazione, causarono il distacco delle superfici decorate.
Per la prima volta, sotto il profilo storico-artistico, le decorazioni parietali, in cui prevale il re al cospetto di varie divinità, non sono solo dipinte, ma in bassorilievo. Salvo i danni causati dalle inondazioni e dagli stessi scopritori, le decorazioni sono ben preservate e, anche in questo caso, per la prima volta compaiono capitoli dal Libro delle Porte in luogo dell’Amduat.
Sulle pareti del pozzo sono rappresentati, a sinistra, Hathor, Iside, Osiride e Horus, a destra, Hathor, Anubi, Osiride e Horus.
Particolarmente interessante la decorazione della camera funeraria che rappresenta il capitolo V del Libro delle Porte. Le decorazioni, tuttavia, si presentano differenziate in vari stadi della lavorazione talché è possibile analizzare lo sviluppo del lavoro degli artisti: a disegni appena abbozzati, infatti, si affiancano disegni in cui sono ancora visibili le griglie di calcolo delle proporzioni o le correzioni apportate evidentemente dal maestro in diverso colore; altre figure sono appena abbozzate dallo scultore che ne stava ricavando i bassorilievi. Si è a lungo ritenuto che tali differenti stadi derivassero da un abbandono dei lavori, ma si è oggi propensi a credere, anche considerando che il lungo periodo di regno di Horemhab avrebbe consentito di completare la decorazione, che l’effetto di incompiuto fosse voluto.
Notevole, in questa tomba, l’uso dei colori che appaiono particolarmente vivaci e che fanno risaltare maggiormente geroglifici e figure poiché sono anche stesi  su un fondo grigio-azzurro.

## Rinvenimenti
All’interno del sarcofago in granito rosa, che presenta alcune dee protettrici in altorilievo e geroglifici in bassorilievo e dipinti, venne rinvenuto, all’atto della scoperta, un teschio ed alcune ossa non riferibili a una mummificazione della XVIII dinastia. Il corpo di Horemheb non è, ad oggi, stato ancora rinvenuto o identificato.
Il coperchio del sarcofago, rimosso in passato, si trovava a terra e presentava tracce di un antico restauro con grappe di fissaggio delle parti spezzate.
Frammenti di un sarcofago in legno di cedro ed acacia, recanti il prenome di Horemheb (Djeserkheperura-setepenra), erano pertinenti ad un sarcofago antropomorfo non rinvenuto né di possibile ricostruzione.
Vennero inoltre rinvenute piccole figure in legno, rivestite di resine, di divinità e dello stesso re, nonché ghirlande di fiori. Altri resti umani vennero trovati in varie aree della camera funeraria a dimostrazione di un riuso verosimilmente durante la XXI dinastia.
Frammenti di vasi canopi in alabastro ancora contenenti  materiale organico, con coperchi in forma di testa umana, vennero rinvenuti unitamente a quattro miniature di letti funerari verosimilmente destinati alle operazioni di imbalsamazione dei visceri da inserire nei canopi. Tra il materiale repertato: testiere di letti funerari in forma di ippopotamo, mucca e leonessa, simili a quelle presenti nella tomba KV62 di Tutankhamon come analoghe a quella più famosa erano tre rappresentazioni del dio sciacallo Anubi accucciato; modelli di imbarcazione; contenitori in legno e pietra di prodotti per imbalsamazione; un Osiride germinante; sedie fisse e pieghevoli; rosette in bronzo normalmente applicate su teli che ricoprivano i sarcofagi; di incerto significato il rinvenimento di vasi canopi risalenti ugualmente alla XVIII dinastia, con coperchi in forma di testa umana, intestati in ieratico ad un non meglio precisato Sanoa, nome considerato straniero.
Molti di tali reperti vennero posti in vendita, da Davis, sul mercato antiquario. Una serie di statuette si trova oggi al British Museum ove a lungo fu erroneamente etichettata come proveniente dalla sepoltura di Thutmosi III.
Alcune iscrizioni in ieratico risalenti alla XXI dinastia hanno fatto supporre che la tomba KV57 possa essere stata, in tale periodo, utilizzata come magazzino durante le operazioni di spostamento di materiale funerario da tombe soggette a furti.

### Annotazioni
1. ↑  Le tombe vennero classificate nel 1827, dalla numero 1 alla 22, da John Gardner Wilkinson in ordine geografico. Dalla numero 23 la numerazione segue l’ordine di scoperta.
2. ↑  Il fatto che tali pozzi fossero decorati al loro interno (vedi anche KV43) ha fatto ipotizzare che si trattasse di tentativi per sviare l’attenzione di eventuali ladri che avrebbero potuto interpretare quello come vera e propria tomba e non proseguire nelle loro ricerche. Non escludendo tale utilizzo, sotto l’aspetto più pratico, tali pozzi avevano il compito di proteggere le parti più profonde dalle inondazioni, come peraltro si dimostrò nell’inondazione del 1994, costituendo, cioè, un vero serbatoio di accumulo delle acque piovane.
3. ↑  Si rammenti che la numerazione delle tombe non segue la cronologia di regno, ma fu arbitrariamente assegnata da John Gardner Wilkinson nel 1827.
4. ↑  Considerando che Horemheb fu, di fatto, colui che completò la fase di restaurazione del culto di Amon iniziata da Tutankhamon dopo il periodo dell’eresia amarniana (vedi Stele della restaurazione), e che durante tale periodo differente era anche il canone proporzionale delle figure variato da 18 a 20 quadrati,  non è da escludersi che la scelta decorativa sia derivata dal desiderio di dimostrare agli stessi dei ospitati nella tomba che anche in campo artistico si era tornati ai canoni antecedenti.
5. ↑  La leggenda di Osiride vede il Dio al centro di una contesa con il fratello Seth che, come noto, dapprima lo rinchiuderà in una cassa antropomorfa abbandonandolo al mare; il corpo verrà ritrovato dalla sorella/sposa Iside a Biblo, riportato in Egitto e nascosto nel Delta dove Seth lo ritroverà e smembrerà in 14 pezzi. 
Nonostante questo scempio Osiride risorgerà dalla morte e diventerà il Dio dell'oltretomba.

Proprio a questo fa riferimento la cosiddetta mummia germinante, mattoni, ma anche casse in legno, sagomate con le sembianze di Osiride, riempite di terra fertile in cui veniva seminato grano a simboleggiare appunto la resurrezione della terra a nuova vita dopo la morte della stagione arida.

Analoga suppellettile venne rinvenuta  da Howard Carter nella KV62, e precisamente nella sala cosiddetta Tesoro, che la catalogò al numero 288. Il papiro Jumilhac, oggi al Museo del Louvre di Parigi, riporta la rappresentazione di una mummia germinante e formule per la sua preparazione.

### Fonti
1. ↑  Theban Mapping Project
2. ↑  Da un rapporto di Arthur Weigall citato in Reeves e Wilkinson (2000), p. 130.
3. ↑  Alberto Siliotti, Guida alla Valle dei Re, Vercelli, White Star, 2000, p. 47.
4. ↑  Alberto Siliotti (2000), p. 47.
5. ↑  Reeves e Wilkinson (2000), pp. 132-133.
6. ↑  Theban Mapping Project.